# デール・スティーブンス
デール・スティーブンス（Dale Christopher Stephens，1989年12月12日 - ）は、イングランド・ボルトン出身の元サッカー選手。現役時代のポジションはMF。

## 経歴

### オールダム
2008年7月1日、オールダム・アスレティックAFCに移籍した。

### サウサンプトン
2009年8月14日、ロッチデールAFCに期限付き移籍した。2011年3月24日にはフットボールリーグ1のサウサンプトンFCに期限付き移籍に回され、フットボールリーグ・チャンピオンシップへの昇格を助けたが、買い取られることは無かった。

### チャールトン
2011年6月29日、チャールトン・アスレティックFCに35万ポンド、3年契約で加入した。

### ブライトン
2014年1月30日、フットボールリーグ・チャンピオンシップのブライトン・アンド・ホーヴ・アルビオンFCに3年半契約で加入した。
2016-17シーズンには主力としてチームを牽引し、プレミアリーグ昇格を後押しした。

### バーンリー
2020年9月24日、バーンリーFCと2年契約を結んだ。
2023年3月28日、現役引退を表明した。